# Thomas Chandler (Politiker)
Thomas Chandler (* 10. August 1772 in Bedford, Hillsborough County, New Hampshire Colony; † 28. Januar 1866 ebenda) war ein US-amerikanischer Politiker. Zwischen 1829 und 1833 vertrat er den Bundesstaat New Hampshire im US-Repräsentantenhaus.

## Werdegang
Thomas Chandler war eines von drei Kindern und ältester Sohn von Zachariah Chandler (1751–1830) und dessen Frau Sarah (1749–1842; geborene Patten). Der spätere US-Senator für Michigan und Innenminister Zachariah Chandler, war sein Neffe.
Chandler besuchte die öffentlichen Schulen seiner Heimat. Im Jahr 1808 war er Friedensrichter. Er diente auch in der Miliz von New Hampshire. Im Jahr 1815 bekleidete er den Rang eines Hauptmanns. 1817 und 1827 wurde er jeweils in das Repräsentantenhaus von New Hampshire gewählt. Als Anhänger von Andrew Jackson wurde er Mitglied der von diesem gegründeten Demokratischen Partei. Bei den Kongresswahlen des Jahres 1828, die staatsweit abgehalten wurden, wurde Chandler für das zweite Abgeordnetenmandat von New Hampshire in das US-Repräsentantenhaus in Washington, D.C. gewählt. Dort trat er am 4. März 1829 die Nachfolge von Titus Brown an. Nach einer Wiederwahl im Jahr 1830 konnte er bis zum 3. März 1833 zwei Legislaturperioden im Kongress absolvieren.
Nach dem Ende seiner Zeit im Repräsentantenhaus zog sich Thomas Chandler aus der Politik zurück. In den folgenden Jahren war er als Gastwirt und in der Landwirtschaft tätig. Er starb am 28. Januar 1866 in seinem Geburtsort Bedford.